# Ernst Hoffmann
Ernst Hoffmann, född 13 januari 1880 i Berlin, död 28 januari 1952 i Heidelberg, var en tysk filolog och filosof.
Ernst Hoffmann blev 1922 extra ordinarie och 1927 ordinarie professor vid Heidelbergs universitet och utgav tillsammans med Heinrich Rickert Heidelberger Abhandlungen zur Philosophie und ihrer Geschichte (25 band, 1924–1933). Platonismen och dess historia i Västerlandet var huvudföremålet för Hoffmans forskning, som kulminerade i den av Hoffmann tillsammans med Raymond Klibansky utgivna och kommenterade textkritiska utgåvan av Nicolaus Cusanus Opera (1932–). Som förarbeten skrev Hoffmann Cusanus-studien (1930) och utgav Cusanus-texte (1929, tillsammans med Raymond Klibansky). Bland Hoffmans många skrifter och avhandlingar märks i övrigt Blütezeit der griechischen Philosophie (1913, 2:a upplagan 1923), Die Aufklärung im 5. Jahrhunderte von Christus (194, 3:e upplagan 1926), Pestalozzi (1927), Die Philosophie der Vorsokratiker (1927) samt Platonismus und Mystik im Altertum (1935). Redan 1931 tog Hoffmann skarpt till orda för forsknings- och lärofrihet, och även under Adolf Hitler hävdade han sin ståndpunkt och var under längre tid avstängd från sin undervisning. Hoffmann föreläste 1936 i Sverige.